# SC 07 Idar-Oberstein
Maillots
Dernière mise à jour : 2 avril 2011.
Le SC 07 Idar-Oberstein est un club sportif allemand localisé à Idar-Oberstein en Rhénanie-Palatinat.
Le club tire son nom et sa forme actuelle d’une fusion, survenue en 1971, entre le 1. FC Idar et le SpVgg 08 Oberstein.
Le club possède aussi des sections d’Athlétisme, de Gymnastique féminine et de Hockey sur gazon.

## Histoire (football)
Le 1. FC Idar fut fondé en 1907. Ce fut un des plus anciens cercles de football dans la région du Sud-Ouest de l’Allemagne, aux côtés du 1. FC Kaiserslautern, du VfR Wormatia Worms, du 1. FC Saarbrücken ou du VfB Borussia Neunkirchen.
Avant et après la Seconde Guerre mondiale, le 1. FC Idar évolua dans les plus hautes ligues amateurs. Dans les années 1930, le Idaren Klotz, le terrain du 1. FC Idar accueillit souvent plus de 5 000 personnes lors de rencontres face au FC Schalke 04, Alemannia Aachen ou le 1. FC Nürnberg. En 1934, le 1. FC Idar accéda à la Gauliga Mittelrhein, une des seize ligues créées sur ordre des Nazis dès leur arrivée au pouvoir en 1933. Le club fut relégué après une saison et n'y remonta plus.
En 1938, trois anciens joueurs du 1. FC Idar furent champions d’Allemagne avec le Hannover SV 96.
En 1945, le club fut dissous par les Alliés, comme tous les clubs et associations allemands (voir Directive n°23). Il fut rapidement reconstitué.
En 1951, le 1. FC Idar fut un des fondateurs de la 2. Oberliga Südwest, une ligue située au 2e niveau de la hiérarchie, directement sous l’Oberliga Südwest. Le club joua trois saisons au 2e niveau puis fut relégué en Amateurliga.
Le club disparut dans l’anonymat des séries inférieures. En 1971, le 1. FC Idar et le SpVgg 08 Oberstein fusionnèrent pour former le SC 07 Idar-Oberstein avec le souhait de replacer le football à un meilleur niveau. Dans un premier temps, ce ne fut pas le cas. Le club fusionné plafonna puis glissa jusqu’en A-Klasse en 1977. Le cercle y resta dix ans. Son nombre d’affiliés chuta de 1.300 (lors de la fusion) à moins de 500.
Les choses furent reprises en main à partir de 1987 avec la constitution d’un organisme de soutien et la construction dun nouveau centre sportif im Haag, dans la localité.
Le club commença à regravir les échelons: 1989, il monta en Bezirksliga, 1992, en Landesliga, deux ans plus tard en Verbandsliga. En 1995, il accéda à l’Oberliga Südwest, alors située au 4e niveau de la hiérarchie.
En 1999, le SC 07 Idar-Oberstein monta en Regionalliga West-Südwest (niveau 3). Mais à la fin de la saison suivante, les Regionalligen furent réduites de 4 à 2 séries. Classé 18e, le club retourna en Oberliga. Il en fut relégué en 2005 mais y remonta deux ans plus tard.
En 2008, l’Oberliga Südwest recula au 5e étage de la pyramide du football allemand, lors de la création de la 3. Liga.
En 2010-2011, le SC 07 Idar-Oberstein évolue en Oberliga Südwest (rebaptisé ODDSET Oberliga Südwestr, sponsor oblige), soit au 5e niveau de la hiérarchie de la DFB. Le club joue les premiers rôles et pourrait monter en Regionalliga au terme du championnat.

## Palmarès
- Champion de l’Oberliga Südwest:1999.

## Anciens entraîneurs
- Horst Eckel, Champion du monde 1954
- Lothar Emmerich (1992–1996)
- Michael Dusek (1996–1999)
- Erwin Berg (1999)
- Gerd Hoffmann (1999–2000)
- Guido Mey (2000)
- Gerd Hoffmann (2001)
- Werner Mörsdorf (2001–2003)
- Sascha Nicolay (2003–2004)
- Jörg Marcinkowski (2004–2005)
- Patric Muders (2005–2007)
- Michael Dusek (depuis 2007)